# Eugenia discors
Eugenia discors là một loài của thực vật thuộc họ Myrtaceae đặc hữu của Peru.